# غافث
خد البنت، غفث إبن سينا أو الغافث جنس نباتي يتبع الفصيلة الوردية من صف ثنائيات الفلقة. يضم حوالي خمسة عشر نوعا مقبولا وتقريبا نفس العدد من الأنواع غير المتفق عليها بعد.
يعد من النباتات المعمرة قد يصل ارتفاعه إلى متر تقريبًا وساقها تحتوي على شعرات خشنه وأزهارها صغيرة الحجم باللون الأصفر ولها رائحة عطرية.

## فوائد عشبة الغافث
تعمل عشبة الغافث على حل الكثير من مشاكل المعدة والهضم وغيرها مثل تعمل عشبة الغافث على حل مشكلة عسر الهضم، وقرحة المعدة وقرحة الأمعاء، وعلاج أمراض الجهاز الهضمي، علاج ارتخاء الأمعاء، علاج الإسهال، علاج عسر الحيض.
علاج مشاكل العظام: تفيد عشبة الغافث في علاج آلام أسفل الظهر، وعلاج النقرس، والروماتيزم.
علاج مشاكل البرد: انخفاض درجات الحرارة، علاج النزلات الشعبية، فعالة في علاج الزكام والكحة والتهاب الحلق، والتهاب الفم.
علاج مشاكل الجهاز التناسلي والكلى: تعمل أيضًا عشبة الغافث بشكل مذهل على علاج مشاكل المسالك البولية والمثانة والكلى، وحصى الكلى وحصى المثانة، والبواسير، وتليف الكبد، كما تقي من التهاب الزائدة الدودية.
تساعد عشبة الغافث على علاج الصدفية، وعلاج الربو، وتعمل على منع تساقط الشعر وعلاج القشرة.

## من أنواعهالأصيلةفيالوطن العربي
- الغافث الزاحف (باللاتينية: Agrimonia repens) في بلاد الشام وتركيا
- الغافث الشائع (باللاتينية: Agrimonia eupatoria) في بلاد الشام وتركيا

## من أنواعه الأخرى
- الغافث الأشعر (باللاتينية: Agrimonia pilosa) في شرق أوروبا
- الغافث الباسق (باللاتينية: Agrimonia procera) في معظم مناطق أوروبا